# Salzgitter
Salzgitter (in basso tedesco Soltgitter) è una città extracircondariale nel sud-est della Bassa Sassonia, in Germania. Fa parte di una grossa conurbazione, insieme alle vicine città di Hannover, Braunschweig, Gottinga, Wolfsburg.
Centro industriale (sede di una delle più grandi acciaierie del mondo, la Salzgitter AG), è collegata tramite un canale secondario al Mittellandkanal.

## Storia
Salzgitter ebbe origine all'inizio del XIV secolo intorno alle sorgenti di sale vicino al villaggio di Verpstedt (poi Vöppstedt). Il nome Salzgitter, menzionato per la prima volta nel 1347, deriva dalle parole tedesche Salz (sale, viste le vicine miniere) e Gitter, un villaggio vicino. Dopo 200 anni di produzione di sale in varie sorgenti, i contadini dell'area che oggi è Salzgitter vennero costituiti in comune intorno al 1350, ma persero di nuovo il diritto comunale con il trasferimento al Ducato di Brunswick-Lüneburg all'inizio del XVI secolo. In seguito, Salzgitter appartenne al principato vescovile di Hildesheim. Quando la diocesi fu trasferita alla Prussia nel 1803, la legge comunale fu riconfermata, ma fu nuovamente tolta nel 1815, quando Salzgitter divenne parte del Regno di Hannover. Nel 1830, a Salzgitter fu istituito un bagno di salamoia.
Dopo il passaggio del Regno di Hannover alla Prussia nel 1866, Salzgitter divenne un comune prussiano, che fu nuovamente istituito nel 1929. Prima di allora erano state incorporate le città di Vorsalz e Liebenhall (rispettivamente nel 1926 e nel 1928). Salzgitter apparteneva ora al Landkreis (distretto) di Goslar e comprendeva, oltre a Salzgitter stessa, anche alcuni piccoli insediamenti come Gittertor, che oggi fa parte di Salzgitter-Bad. Nel 1936 fu incorporata anche Kniestedt, che oggi fa parte di Salzgitter-Bad.
A causa del grande giacimento di ferro di Salzgitter, menzionato per la prima volta nel 1310, nel 1937 i nazionalsocialisti fondarono la "Reichswerke Hermann Göring" per l'estrazione del minerale e la produzione di ferro. Per facilitare uno sviluppo senza ostacoli degli impianti di fusione, fu concepita una struttura amministrativa unica per l'intera area. Pertanto, nell'ordinanza sull'insediamento dell'area intorno alle Hermann-Göring-Werke Salzgitter, con effetto dal 1º aprile 1942, si decise di formare un distretto cittadino unificato (città indipendente). Entrarono a farne parte alcuni comuni del circondario di Goslar (Beinum, Flachstöckheim, Groß Mahner, Hohenrode, Ohlendorf, Ringelheim) e altri del circondario di Wolfenbüttel (Barum, Beddingen, Bleckenstedt, Bruchmachtersen, Calbecht, Drütte, Engelnstedt, Engerode, Gebhardshagen, Hallendorf, Heerte, Immendorf, Lebenstedt, Lesse, Lichtenberg, Lobmachtersen, Osterlinde, Reppner, Salder, Thiede, Watenstedt).
Di conseguenza, nel 1942 la giovane città comprendeva inizialmente 29 distretti. Insieme al resto del distretto di Goslar, il nuovo comune indipendente fu integrato nel Libero Stato di Brunswick. Nell'ottobre del 1942, le SS istituirono un campo di concentramento a Drütte, per fornire manodopera schiava agli stabilimenti Hermann Göring. Questo grande sottocampo ospitava 2.800 detenuti. A Salzgitter si trovavano tre campi di concentramento. Durante la guerra, Salzgitter fu gravemente danneggiata da diversi bombardamenti americani e britannici. Dopo la guerra, lo Stato di Braunschweig entrò a far parte del Land Bassa Sassonia e Watenstedt-Salzgitter divenne una città indipendente nel "Distretto amministrativo di Braunschweig".
Nel 1951, la città fu rinominata "Stadt Salzgitter" (Città di Salzgitter), mentre il borgo di Salzgitter fu rinominato "Salzgitter-Bad", in riferimento al bagno di salamoia che vi si trovava. Nel corso della riforma amministrativa locale della Bassa Sassonia, entrata in vigore il 1º marzo 1974, sono stati incorporati i comuni di Sauingen e Üfingen, aumentando il numero dei borghi a 31. Il minerale di ferro ha continuato a essere estratto a Salzgitter fino al 1982; nell'ex miniera Schacht Konrad (miniera Konrad), dal 1975 è stato pianificato un luogo di smaltimento definitivo per i rifiuti radioattivi.

## Monumenti e luoghi d'interesse
- Sito paleontologico di Salzgitter-Lebenstedt. A Lebenstedt, la zona nord occidentale della città, nel 1953 furono ritrovati resti di quello che sarebbe stato identificato come un ominide del genere Homo neanderthalensis. La scoperta è particolarmente rilevante perché rappresenta (al 2023) la testimonianza della presenza più settentrionale dei neanderthalensis. Il sito ha dato alla luce anche decide di ossa di animali, fornendo rilevanti informazioni sulle preferenza di caccia dei neanderthalensis.[4][5]
- Castello di Salder; si tratta di una dimora signorile in stile rinascimentale del Weser.
- Castello di Ringelheim nel quartiere Salzgitter-Ringelheim
- Salzgittersee, il lago della città di Salzgitter

## Geografia antropica
La città di Salzgitter è suddivisa in 7 circoscrizioni (Ortschaft), a loro volta suddivise in quartieri:
- Nord
  - Bruchmachtersen, Engelnstedt, Lebenstedt, Salder
- Nord-ovest
  - Lesse, Lichtenberg, Osterlinde, Reppner
- Est
  - Bleckenstedt, Drütte, Hallendorf, Immendorf, Watenstedt
- Nord-est
  - Beddingen, Sauingen, Thiede, Üfingen
- Ovest
  - Calbecht, Engerode, Gebhardshagen, Heerte

## Economia
La città di Salzgitter è sede della Salzgitter AG, un gruppo che comprende acciaierie e aziende specializzate in telecomunicazioni, per un totale di 25 000 dipendenti. È indicizzata nel MDAX.
È inoltre presente un impianto Volkswagen con oltre 6 000 dipendenti.

## Amministrazione

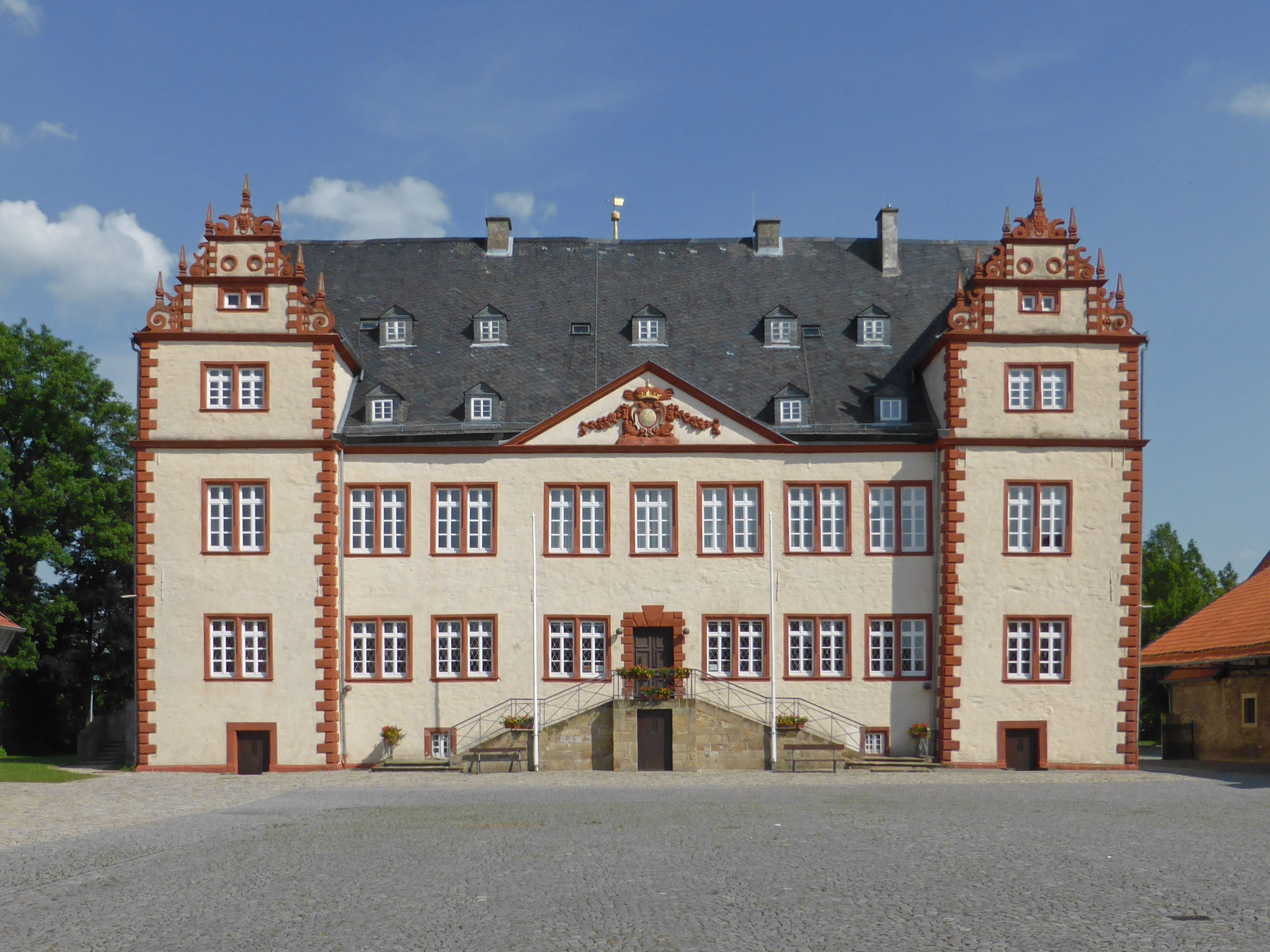
Il castello di Salder

### Gemellaggi
Salzgitter è gemellata con:
- Swindon, dal 1975[8]
- Créteil, dal 1980[9]
- Staryj Oskol, dal 1987[10]
- Gotha, dal 1988[11]

La città intrattiene rapporti di amicizia con:
- Imatra, dal 1970[12]